# Mouvement néo-grec

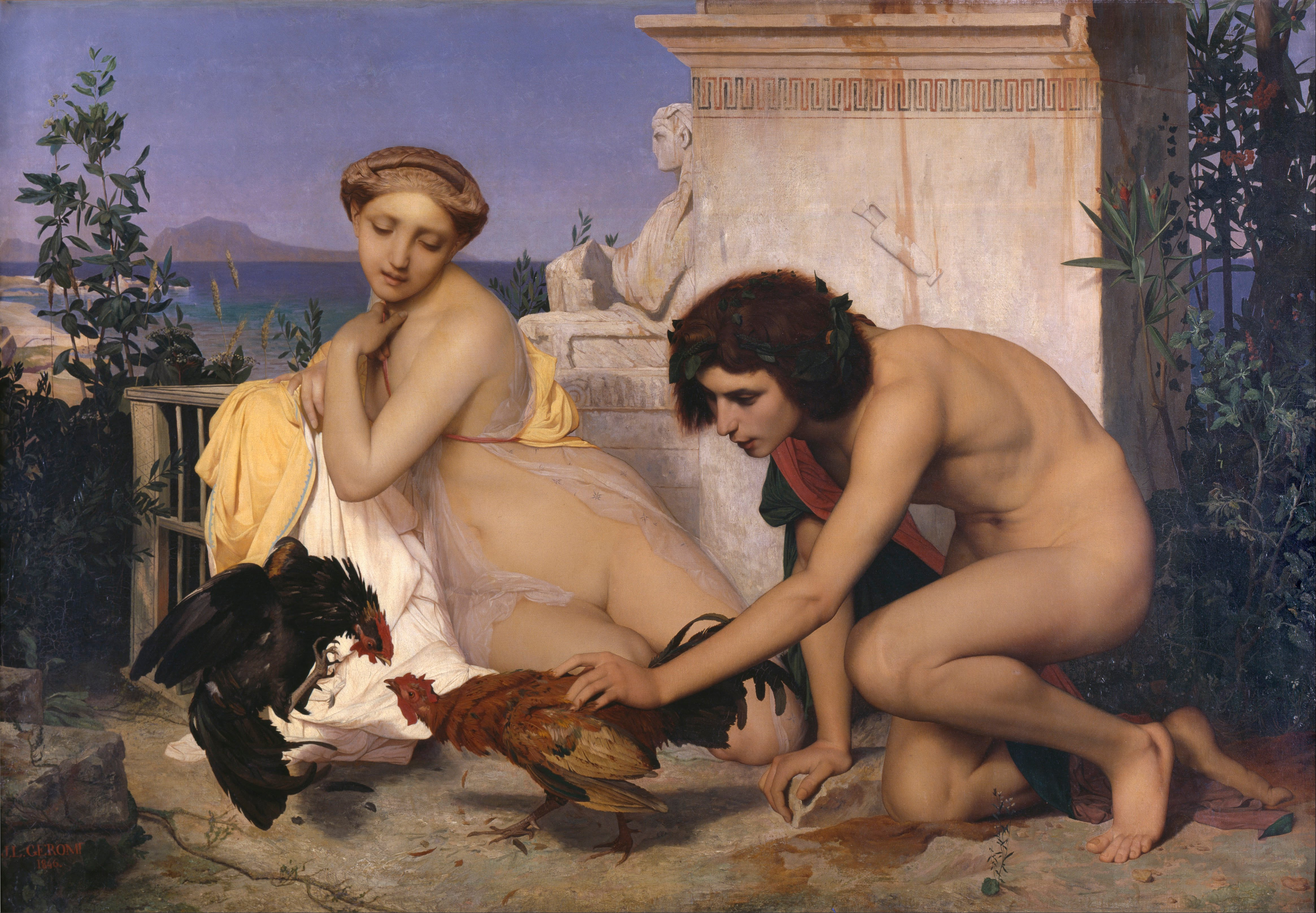
Jean-Léon Gérôme, Un combat de coqs, 1847, musée d'Orsay.

Le mouvement néo-grec est un courant artistique, principalement pictural, apparu en France en 1846, regroupant les peintres Gustave Boulanger, Léopold Burthe, Jean-Léon Gérôme, Jean-Louis Hamon, Alphonse Isambert, Dominique Papety,  Henri-Pierre Picou, et Auguste Toulmouche. Ceux-ci, issus des ateliers de Paul Delaroche et de Charles Gleyre, veulent renouveler la peinture de genre en faisant référence au raffinement du style de l'Antiquité grecque, dépeignant des scènes de l'intimité dans des décors archéologiques. Le mouvement émerge en 1847 avec l'exposition au Salon de peinture et de sculpture du tableau de Gérome Un combat de coqs, qui fait de son auteur le chef de file du groupe. Le mouvement est surnommé par Champfleury l'« école du calque », et par Charles Baudelaire l'« école des pointus », ce dernier leur reprochant une Antiquité trop « quotidienne ».